# San Andres (Romblon)
San Andres is een gemeente in de Filipijnse provincie Romblon op het eiland Tablas. Bij de laatste census in 2007 had de gemeente ruim 14 duizend inwoners.

## Geografie

### Bestuurlijke indeling
San Andres is onderverdeeld in de volgende 13 barangays:
| - Agpudlos - Calunacon - Doña Trinidad - Juncarlo - Linawan - Mabini - Marigondon Norte | - Marigondon Sur - Matutuna - Pag-Alad - Poblacion - Tan-Agan - Victoria |

## Demografie
San Andres had bij de census van 2007 een inwoneraantal van 14.120 mensen. Dit zijn 660 mensen (4,9%) meer dan bij de vorige census van 2000. De gemiddelde jaarlijkse groei komt daarmee uit op 0,66%, hetgeen lager is dan het landelijk jaarlijks gemiddelde over deze periode (2,04%). Vergeleken met de census van 1995 is het aantal mensen met 916 (6,9%) toegenomen.

De bevolkingsdichtheid van San Andres was ten tijde van de laatste census, met 14.120 inwoners op 112 km², 117,9 mensen per km².